# Печатка Ніуе

Печатка Ніуе

Печатка Ніуе в 1974–2021 рр.

Державна печатка Ніуе — символ Ніуе, затверджений 29 вересня 2021 року. Попередня версія печатки була ідентична гербу Нової Зеландії. 

## Опис
Дизайн 2021 року складається з корони (що представляє суверенну державу), встановленої на синьому зовнішньому колі у формі традиційної ніуеанської гірлянди з 14 черепашок (що представляють 14 сіл Ніуе). Зовнішнє коло оточує зелене внутрішнє коло малюнків гіапо, що представляють фонуа (землю), всередині якого стилізовані малюнки дерева, що символізують життя та тагату Ніуе (народ Ніуе). Це все розміщено на сувої з девізом мовою ніуе «Atua, Niue Tukulagi» (Бог, Ніуе Вічний) і двома катоуа (розколюючими булавами), що представляють захист і безпеку. Між зовнішнім і внутрішнім колами розміщено слова «Державна печатка Ніуе» англійською мовою.